# John Dise
John Dise (ur. 16 lipca 1981 r.) – amerykański wioślarz.

## Osiągnięcia
- Mistrzostwa Świata – Poznań 2009 – ósemka wagi lekkiej – 2. miejsce[1].